# Jim Kaat
James Lee Kaat (ur. 7 listopada 1938) – amerykański baseballista, który występował na pozycji miotacza przez 25 sezonów w Major League Baseball, szesnastokrotny zdobywca Złotej Rękawicy.
W 1957 podpisał kontrakt jako wolny agent z Washington Senators, w którym zadebiutował 2 sierpnia 1959 w meczu przeciwko Chicago White Sox zaliczając porażkę. W 1961, swoim pierwszym pełnym sezonie, zanotował bilans W-L 9–17 przy ERA 3,90, zaś rok później zaliczył najwięcej shutoutów w MLB (5), po raz pierwszy został powołany do Meczu Gwiazd i po raz pierwszy otrzymał Złotą Rękawicę. 24 lipca 1963 w meczu z Cleveland Indians zaliczył complete game shutout i zdobył home runa. W 1965 był członkiem zespołu, który zdobył mistrzostwo American League i wystąpił jako starter w trzech meczach World Series (1–2 W-L, 14⅛ IP, 3,77 ERA), w których Twins (po zakończeniu sezonu 1960 Senators przenieśli siedzibę klubu do Minnesoty) przegrali z Los Angeles Dodgers 3–4.
W sezonie 1966 zanotował najwięcej zwycięstw (25), zaliczył najwięcej pełnych meczów (19) w American League, a w głosowaniu do nagrody MVP zajął 5. miejsce, zaś przez magazyn Sporting News został wybrany najlepszym miotaczem w lidze. 1 października 1970 w meczu z Kansas City Royals powtórzył osiągnięcie sprzed siedmiu lat, zaliczając complete game shutout i zdobywając home runa, co miało miejsce w historii klubu trzykrotnie. W sierpniu 1973 przeszedł do Chicago White Sox poprzez system transferowy zwany waivers. Grał jeszcze w Philadelphia Phillies, New York Yankees i St. Louis Cardinals, z którym w 1982 wygrał World Series.
W późniejszym okresie był między innymi komentatorem meczów College World Series i World Series oraz ekspertem w programie Baseball Tonight w stacji ESPN, ponadto sprawozdawcą z meczów baseballowych na Igrzyskach Olimpijskich w Seulu w telewizji NBC. W 2009 został prezenterem programu Thursday Night Baseball na kanale telewizyjnym MLB Network.
| Nagroda/wyróżnienie      | Lata              | Źródło |
| 3× All-Star              | 1962², 1966, 1975 | [ 1 ]  |
| 16× Gold Glove Award     | 1962–1977         | [ 1 ]  |
| Zwycięzca w World Series | 1982              | [ 7 ]  |